# Premiile muzicale Radio România Actualități 2001
Prima ediție a premiilor muzicale Radio România Actualități a fost ținută pe 11 martie 2001 în Sala Radio din București, având ca scop recunoașterea celor mai populari artiști români din anul 2000. A fost transmisă în direct pe Radio România Actualități 1 și prezentată de Titus Andrei și Octavian Ursulescu.

## Spectacole
| Artiști         | Melodii |
| --------------- | ------- |
| Gică Petrescu   | „[[]]"  |
| Mădălina Manole | „[[]]"  |
| A.S.I.A.        | „[[]]"  |
| Marcel Pavel    | „[[]]"  |
| 3 Sud Est       | „[[]]"  |
| Ducu Bertzi     | „[[]]"  |
| Proconsul       | „[[]]"  |
| Direcția 5      | „[[]]"  |
| Foișorul de Foc | „[[]]"  |

## Câștigători și nominalizați
| Artistul anului | Cel mai bun debut              |                             |
| --- | ------------------------------ | --------------------------- |
| - Marcel Pavel - - - - - - - \| valign="top"\| - Foișorul de Foc | Cel mai bun interpret pop      | Cea mai bună interpretă pop |
| - Marcel Pavel - - - - - - - \| valign="top"\| - Mădălina Manole | Cel mai bun cântec pop         | Cel mai bun album pop       |
| - „Frumoasa mea” - Marcel Pavel, „Să nu-mi iei niciodată dragostea” - Holograf - „[[]]” - **„[[]]” - **„[[]]” - **„[[]]” - \| valign="top"\| - Dulce de tot - Mădălina Manole | Cel mai bun cântec pop-dance   | Cel mai bun grup pop-dance  |
| - „Inima mea” - A.S.I.A. - „[[]]” - **„[[]]” - **„[[]]” - **„[[]]” - \| valign="top"\| - 3 Sud Est                                                                            | Cel mai bun compozitor         | Cel mai bun interpret folk  |
| - Adrian Ordean - - - - - - - \| valign="top"\| - Ducu Bertzi | Cel mai bun cântec folk        | Cel mai bun album folk      |
| - „Viața-i viață, banu-i ban” - Vasile Seicaru - „[[]]” - **„[[]]” - **„[[]]” - **„[[]]” - \| valign="top"\| - Sufletul meu - Ducu Bertzi                                     | Cel mai bun interpret pop-rock | Cel mai bun grup pop-rock   |
| - Dan Bittman - - - - - - - \| valign="top"\| - Direcția 5 | Cel mai bun cântec pop-rock    | Cel mai bun album pop-rock  |
| - „Cerul” - Proconsul - „[[]]” - **„[[]]” - **„[[]]” - **„[[]]” - \| valign="top"\| - Holografica - Holograf                                                                  |                                |                             |

## Premii speciale
Prima ediție a premiilor a inclus un trofeu special, oferit pentru Artistul secolului XX, artistului Gică Petrescu.
1. ↑  Gabriela Scraba (3 februarie 2010). „Premiile muzicale Radio România Actualități 2001”. Radio România Actualități. Accesat în 15 iulie 2020.